# Ужлеп
Ужле́п (рос. Ужлеп) — селище у складі Красногорського району Алтайського краю, Росія. Входить до складу Красногорської сільської ради.

## Населення
Населення — 119 осіб (2010; 170 у 2002).
Національний склад (станом на 2002 рік):
- росіяни — 77 %